# Gandolfino da Roreto
Gandolfino da Roreto o Gandolfino d'Asti (Asti, ... – ...; fl. XV-XVI secolo) è stato un pittore italiano, interprete della fioritura dell'arte rinascimentale in Piemonte. È documentato tra il 1493 e il 1518 e ha operato soprattutto tra Asti, Alessandria e il Monferrato.

## Biografia
L'appellativo "de Roretis" fece a lungo credere agli storici ed agli eruditi che fosse originario della località Roreto presso Cherasco. In realtà si tratta del cognome della famiglia che risulta risiedere in Asti almeno dagli inizi del XV secolo. È quindi del tutto ingiustificato l'uso ancora attuale di chiamarlo "Gandolfino da Roreto".
Nacque ad Asti dal padre Giovanni Roreto, pittore di cui nessuna opera ci è pervenuta, pur godendo di ottima fama. Di lui sappiamo che nel 1470 dipingeva una bellissima ancona per la chiesa di San Marco dei Crociferi, ricordata dai contemporanei come "aurata et ampla, fulta diversis imaginibus devotis". La madre, Verdina Pelletta, apparteneva a una delle più insigni, antiche e ricche famiglie del patriziato cittadino.
Degno di nota ricordare che tutti i discendenti di Gandolfino furono chiamati "De Roretis de Verdina" fino alla fine del XVII secolo, in omaggio alla nobilissima antenata.
Gli esordi di Gandolfino avvennero presso la bottega paterna, ma nulla si conosce di quel periodo. La prima opera nota di Gandolfino è il polittico raffigurante l'Assunzione, la Incoronazione della Vergine e Santi, firmato e datato 1493, conservato presso la Galleria Sabauda di cui è nota la provenienza della chiesa di San Francesco ad Alba. Si deve dunque supporre che, in quella data, Gandolfino fosse già un artista affermato in Astesana, e in grado di contendere alla bottega degli Spanzotti e - come avvenne in seguito - a Macrino d'Alba le commesse nelle confinanti terre del Monferrato. Le connotazioni stilistiche del polittico della Sabauda rivelano il debito artistico di Gandolfino verso la pittura che si era sviluppata tra il sud del Piemonte e la Liguria e, in particolare, verso Ludovico Brea, prima del suo incontro con Vincenzo Foppa. Vi echeggiano dunque anche i modi espressivi della scuola provenzale.
L'interesse a ricostruire il profilo artistico e il catalogo delle opere di Gandolfino, prese il via solo quando, verso la fine dell'Ottocento, venne individuata la sua firma sulla Sacra Parentela (1501), posta nella Cattedrale di Asti. Da allora le ricerche degli storici dell'arte hanno consentito di ricostruire la fortuna che ebbe la sua bottega in Asti, e hanno portato all'attribuzione in suo favore di un numero ormai elevato di dipinti.
Dopo il periodo in cui il suo stile guardava alla Liguria e alla Provenza, Gandolfino rivolse la sua attenzione verso i linguaggi pittorici di area milanese (Bergognone, Bernardo Zenale); mentre il periodo della sua maturità stilistica è segnato da rapporti di collaborazione con pittori di area cremonese (Boccaccio Boccaccino, Altobello Melone), nei quali si avvertono gli echi della grande pittura veneta.

## Opere

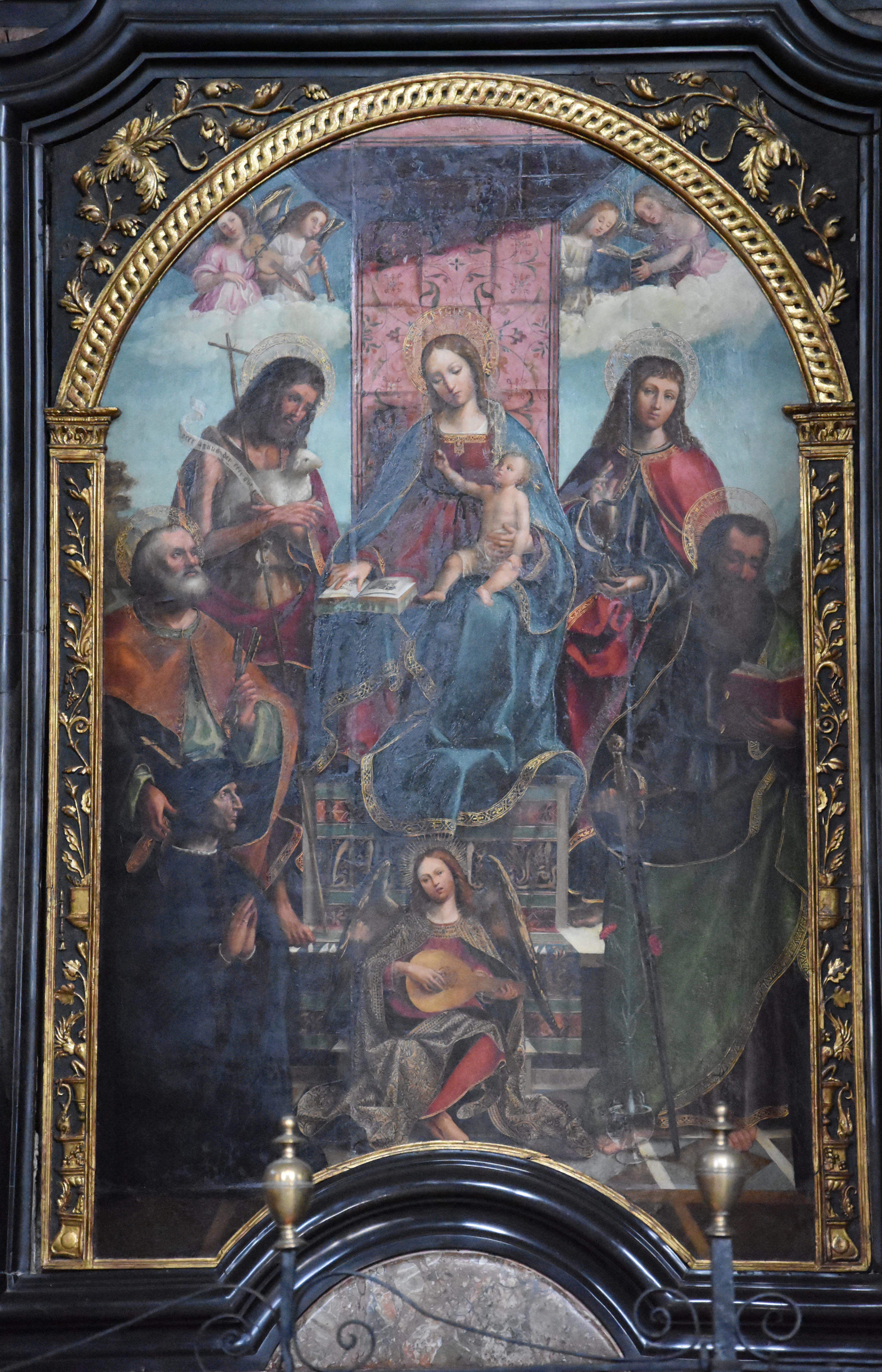
Madonna in trono, Santi e donatore

La rilevanza della bottega di Gandolfino in Asti è testimoniata dalla ricca collezione di sue opere che sono ancor oggi visibili in questa città:
- nella Cattedrale troviamo il Polittico Pelletta con la tavola centrale raffigurante la Sacra Parentela (1501), la pala con lo Sposalizio della Vergine (1510 ca.), quella con la Madonna in trono, Santi e donatore (1515) e una tavola con il Compianto sul Cristo morto (1516 ca.).
- nella Collegiata di San Secondo è visibile un bel polittico con la tavola centrale raffigurante la Adorazione dei Magi;
- nella Chiesa di Santa Maria Nuova è collocata una pala con la Madonna in trono con santi, detta anche Madonna della colomba e una Adorazione del Bambino.
La Madonna della colomba: secondo la tradizione è un'opera che documenta religiosità popolare medievale, in quanto si dice fosse commissionato dai fedeli dell'antico Borgo Santa Maria Nuova e pagato con le loro offerte. In realtà i documenti hanno dimostrato che la pala monumentale fu commissionata dal munifico Antonio De Curia, ultimo esponente di un'antica famiglia aristocratica cittadina.

Il prestigio di Gandolfino in Asti è testimoniato anche dalla presenza presso la sua bottega, verso il 1517, del pittore vallone Pietro Grammorseo, che si sposterà in seguito a Casale Monferrato presso la bottega degli Spanzotti.
Tra le altre opere notevoli Di Gandolfino da Roreto vanno menzionati il Polittico di San Pietro di Savigliano (1510 ca.), il Polittico di San Dalmazzo a Quargnento (1510-15 ca.); il Polittico con la Incoronazione della Vergine nel Museo Civico di Alessandria (1510 ca.); la tavola della Sacra Parentela nel Museo civico d'arte antica (1503 ca.), L'adorazione dei Magi, Pinacoteca Malaspina, Pavia.
Colpisce nel catalogo dei dipinti oggi attribuiti a Gandolfino l'elevato numero di opere (cinque sono quelle a noi pervenute) raffiguranti il tema della Sacra Parentela, vale a dire la genealogia della Vergine, un soggetto che ebbe popolarità tra la fine del Quattrocento e l'inizio del Cinquecento, ma che appartiene maggiormente alla tradizione nordica (vedasi ad es. la tavola di Quentin Massys ai Musées Royaux des Beaux-Arts di Lovanio). Un polittico è presente nella chiesa di Sant'Antonio a Casale Monferrato.

## Musei ove sono presenti opere di Gandolfino da Roreto
- Museo Civico di Alessandria;
- Ermitage;
- Galleria Sabauda;
- Museo civico d'arte antica.